# Eric Jespersen
Eric Jespersen, född den 18 oktober 1961 i Port Alberni, är en kanadensisk seglare.
Han tog OS-brons i starbåt i samband med de olympiska seglingstävlingarna 1992 i Barcelona.